# Satanée grand-mère !
 (février 2025).
Motif : notoriété insuffisante
- Archive Wikiwix
- Bing
- Cairn
- DuckDuckGo
- E. Universalis
- Gallica
- Google
- G. Books
- G. News
- G. Scholar
- Persée
- Qwant
- (zh) Baidu
- (ru) Yandex
- (wd) trouver des œuvres sur Wikidata

| 1. | Préciser le motif de la pose du bandeau. | Précisez le motif de la pose du bandeau en utilisant la syntaxe suivante : {{admissibilité à vérifier\|date=mars 2025\|motif=remplacez ce texte par le motif}}                            |
| 2. | Informer les utilisateurs concernés.     | Pensez à avertir le créateur de l'article, par exemple, en insérant le code ci-dessous sur sa page de discussion : {{subst:avertissement admissibilité à vérifier\|Satanée grand-mère !}} |

Satanée Grand-mère ! est un roman humoristique pour enfants écrit par Anthony Horowitz, publié en Angleterre en 1994 puis en France aux éditions Le Livre de poche Jeunesse en 2001.

## Résumé
La grand-mère de Joe est-elle une sorcière ? De plus, la gouvernante meurt et les parents sont en vacances. Et si son horrible grand-mère et ses vieilles amies mijotaient un sale coup ? Un sale coup, mais pour quoi faire ? Et pourquoi Joe a-t-il l'horrible impression que tout cela est lié à lui ?

## Éditions
- Édition petit format : Le Livre de poche Jeunesse, Collection Humour, n°522, 2001.